# Јаков Живановић
Јаков Живановић (Обреж, 18. фебруар 1808 — Београд, 9. август 1861) је био српски политичар и књижевни радник. Био је у служби кнеза Милоша.
Као противник Вукове реформе језика водио је борбу против Друштва српске словесности. Кореспонденти члан Друштва српске словесности постао је 1. августа 1848.

## Биографија
Родио се у селу Обреж у Срему 18. фебруара 1808, а старина му је у селу Кључу (у ваљевској Колубари). Основну школу свршио је у месту свог рођења, гимназију у Карловцима, а филозофију у Пешти, где је постао доктор филозофије. По свршетку школа био је први писар у Патријаршији па професор у карловачкој гимназији.
У почетку 1834, на позив Кнеза Милоша прешао је у Србију, и после неколико месеца огледа Кнез га је поставио за директора своје Књажевске придворне канцеларије.
Сам је причао да је у Крагујевац стигао баш у очи Сретења, и сутрадан отишао је у цркву на службу. Кад дође време да чита апостол устумараше се вели по цркви и попови и учитељи и ђаци. Кнез Милош стојећи на свом столу већ опажа ту забуну, и тек што не запита: Море шта је то? А ево шта је било: ђак неки узео из цркве апостол, да се спреми да чита у цркви на Сретење, па нити га је научио, нити је књигу вратио цркви, нити је сам дошао на службу. Видећи ту забуну Живановић који је црквено правило знао, изађе пред Кнеза и упита: Је ли слободно Господару, да ја прочитам апостол без књиге? — Слободно сине како не би било слободно, само ако умеш, одговори Кнез. Живановић изађе на амвон и очита апостол као изуст, као и из књиге. Аферим игумане! викну Кнез, радостан што се из забуне тако лако изашло. Од тога доба Кнез је Живановића готово свакад звао игуманом.
Као директор књажеве канцеларије Живановић је имао доста утицаја на многе послове земаљске. Кнез Милош га је слао у Цариград кад се градио Устав за Србију 1838, и када је Србији одређиван грб и застава.
У питању о Савету Живановић је одсудно противан тачки XVII Устава по којој је српским саветницима судила Порта. И не могавши да спречи да такав члан уђе у Устав, он је написао своју оставку већ у Цариграду, па је је дао чим је стигао у Крагујевац.
У унутрашњем трењу у Србији Живановић је увек стајао уз Кнеза Милоша. То своје владање је он овако правдао: Ми дошљаци, кад смо уз власт, на праву смо путу. Ми ваших домаћих рачуна не знамо. У колу шумадинском ми можемо играти, али је непристојно да ми дошљаци у Шумадији водимо коло! За то је странка, која је била незадовољна Кнезом Милошем, јако мрзела Живановића.
Видећи да се Србији, нарочито после Устава од 1838, спремају бурни дани, које није могао ни уклонити, ни разредити, и не желећи имати никаква учешћа у тим догађајима, Живановић је као што је казано још у Цариграду написао, и дошавши у Крагујевац одмах други дан 5. марта 1838. године дао оставку, и отишао у Срем, где је живео као приватан човек, али увек као српски грађанин, са српским пасошем.
Година 1848. извела је Живановића из његове тишине, и увела га у народне послове на оној страни. Био је посланик на Мајској скупштини 1848. године у Карловцима и члан Главног одбора Српског Војводства. Тада је радио сасвим својски против Маџара, споразумевши се са Бечом, као од два зла мањим, по његову мишљењу, јер је веровао да ће Беч, најпосле притиснути и Маџаре и Србе!...У Српском покрету је учествовало 12 чланова његове породице. Изабран је због својих заслуга током Српског покрета за почасног грађанина Панчева и Карловаца.
Године 1850. вратио се опет у Србију, и постао је најпре секретар Савета под Стејићем који је био Главни Секретар, доцније после Стајићеве смрти био је Главни Секретар Савету, па онда помоћник попечитељу правде и просвете.
У овој последњој служби док је Црнобарац био попечитељ, Живановићу се даде прилика да искаже свој отпор новој струји у српском језику и правопису. У договору са министром Црнобарцем, који му је све одобравао, отворио је чувену расправу са Ученим Друштвом око језика и правописа, која се, најпосле, свршила победом нових идеја.
Имао је сина по имену Миливоје.
Кад је Кнез Милош врату у Србију да, по други пут, узме владу, пријатељи његови протераше Живановића не само из службе, него и из отаџбине.
Живановић се на скоро вратио из прогона, и добио је звање председника окружног суда, у Крушевцу. У тој служби га је и смрт снашла 1861, у Београду.
Био је члан Матице српске у Новом Саду и Друштва Србске словесности у Београду. Први приложник Школског фонда у Кнежевини Србији, са датих 1000 гроша. Носилац је Ордена славе који му је дао турски султан Махмуд II, док је био српски депутат у Цариграду. Добио је као странац, и руску царску златну медаљу за литерарне заслуге.